# Shirushi
Shirushi (しるし?) è un brano musicale del gruppo musicale giapponese Mr. Children, pubblicato come loro ventinovesimo singolo il 15 novembre 2006, ed incluso nell'album Home. Il singolo ha raggiunto la prima posizione della classifica Oricon dei singoli più venduti in Giappone, vendendo 740 080 copie. Il brano è stato utilizzato come tema musicale del dorama televisivo 14 sai no haha con Mirai Shida e Haruma Miura.

## Tracce
CD Singolo TFCC-89189
1. Shirushi (しるし)
2. Hibiki (ひびき)
3. Kurumi - for the Film Koufuku na Shokutaku (くるみ; Walnut - for the Film - 幸福な食卓)

## Classifiche
| Classifica (2008) | Posizione più alta |
| ----------------- | ------------------ |
| Giappone (Oricon) | 1                  |